# Амчитка (пролив)
Амчитка (англ. Amchitka Pass) — пролив в группе Алеутских островов, разделяющий Крысьи острова (на западе) и острова Деларова (на востоке). Наименьшая ширина пролива (между островами Уналга и Амчитка) 120,7 км. Восточные 2/3 ширины пролива относительно мелководны, с глубинами, колеблющимися от 108 до 899 м. Западная часть значительно глубже, достигая максимальной глубины в 1268 м на расстоянии 8 км от острова Амчитка. Площадь пролива — 59,5 км².
Судам рекомендуется держаться не менее чем в 5 милях от островов по обеим сторонам пролива. В плохую погоду пролив опасен для судов малого и среднего размера, в нём возникают течения, иногда довольно сильные, направление которых может непредсказуемо меняться. Отмечаются бурные приливные течения у восточного берега острова Амчитка.